# شاكرا جنو/لينكس
شاكرا جنو/لينكس (بالإنجليزية: Chakra GNU/Linux)‏ هي توزيعة لينكس ملغية معتمدة على آرتش لينكس، وتركز على برمجيات كيدي.